# Mișcare plană
În cinematica corpului solid rigid din cadrul fizicii, mișcarea plană reprezintă mișcarea de ansamblu a unui sistem la care toate punctele materiale (particulele componente ale sistemului) au vectorii viteză {\displaystyle \scriptstyle {\vec {v}}} paralele cu un plan {\displaystyle \scriptstyle (P)} fix. De-a lungul unei drepte perpendiculare pe planul {\displaystyle \scriptstyle (P)} vitezele punctelor sistemului se reprezintă prin vectori echipolenți. Dacă se consideră în {\displaystyle \scriptstyle (P)} un sistem de referință cartezian ortogonal {\displaystyle \scriptstyle Oxy} cu versorii corespunzători {\displaystyle \scriptstyle {\vec {i}}} și {\displaystyle \scriptstyle {\vec {j}}}, atunci vectorul viteză, echipolent cu vectorul viteză a oricărui alt punct al sistemului, se poate scrie sub forma:
{\displaystyle {\vec {v}}={\vec {V}}(x,y,t)=v_{x}(x,y,t){\vec {i}}+v_{y}(x,y,t){\vec {j}}}
Ținând cont de proprietatea că vectorul viteză este în orice moment tangent la traiectoria punctului material, rezultă că în cazul mișcării plane a unui corp rigid toate punctele sale se mișcă pe traiectorii paralele. Cunoașterea mișcării a unuia din punctele corpului, în condițiile în care forma geometrică a corpului este determinată, este suficientă pentru descrierea completă a mișcării întregului corp. Pentru acest tip de mișcare se aplică modelul punctului material.